# KK Mega Bemax Beograd
KK Mega Bemax je srbijanski košarkaški klub iz Beograda, koji domaće utakmice u ABA ligi igra u Srijemskoj Mitrovici.

## Povijest
Klub je 23. prosinca 1998. pod imenom KK Avala Ada osnovala skupina košarkaških entuzijasta zaposlenih u pogonu za pakiranje Avala Ade. Natjecao se u nižim razredima kao dio športskog društva Avala Ada. 
19. prosinca 2005. klub je preimenovan u Mega Basket. 
U ožujku 2009. klub Vizura pripojen je Megi i od tada do 2014. ime kluba bilo je Mega Vizura. 
Od studenoga 2014. klub je nosio ime Mega Leks, a od sezone 2017./18. nosi ime Mega Bemax

## Dvorana
Svoje domaće utakmice u nacionalnom prvenstvu Mega Bemax igra u dvorani Pinki koja se nalazi u Beogradu. Zbog pravila ABA lige po kojem se iz jednog grada mogu natjecati najviše dva kluba, klub je za sezonu 2014./15. odlučio prebaciti svoje domaćinstvo u ABA ligi iz Smedereva u Srijemsku Mitrovicu.

## Poznati igrači
- Nikola Jokić

## Vanjske poveznice
- Službene stranice (srp.)